# Marie Davidsen
Marie Skurtveit Davidsen (født 20. august 1993) er en norsk håndboldspiller, som spiller i den rumænske hovedstadsklub CSM București og Norges kvindehåndboldlandshold.
Davidsen fik sin officielle debut på det norske A-landshold, den 2. marts 2022 mod Montenegro. Hun blev også udtaget til EM i kvindehåndbold 2022, der blev hendes første A-slutrunde.